# 外廚增二
長蛇座1，又名BD-03 2333，HD 70958、SAO 135877、HR 3297，是長蛇座的一颗恒星，视星等为5.61，位于銀經227.5，銀緯18.74，其B1900.0坐标为赤經8h 19m 35.9s，赤緯-3° 18.74′ 37″。